# 三浦憲高
三浦 憲高（みうら のりたか、1986年9月27日 - ）は、日本のラジオディレクターである。株式会社ミックスゾーン所属。

## 来歴
福島県郡山市出身で、幼少期に宮城県仙台市に転居している。宮城県仙台向山高等学校、埼玉大学経済学部卒業。2013年にサウンドマン（現ミックスゾーン）入社。
ADとして参加していた『星野源のオールナイトニッポン』での呼称は「くまさん」、ディレクターとして参加している『ナインティナインのオールナイトニッポン』（第2期）での岡村隆史からの呼称は「キング」（苗字が同じ「三浦」である三浦知良の愛称に因む）または「チャック三浦」、矢部浩之からは「三浦氏」と呼ばれている。

## 担当番組

### 現在

#### ディレクター
- 石川・ホンマ・ぶるんのBe-side Your Life（ファイ）
- 大竹しのぶのスピーカーズコーナー（NHKラジオ第1放送・NHKワールド・ラジオ日本）
- 東貴博と黒沢かずこのラジオビバリー昼ズ（火曜日、ニッポン放送）

#### AD
- 星野源のオールナイトニッポン（火曜日、ニッポン放送）※不定期
- 乃木坂46のオールナイトニッポン（水曜日、ニッポン放送）

### 過去
ディレクター
- ニューヨークのオールナイトニッポン0(ZERO)（木曜日、ニッポン放送）
- 霜降り明星のオールナイトニッポン0(ZERO)（金曜日、ニッポン放送）
- FlowBackのFlow it Back（水曜日、ニッポン放送）
- AKB48のオールナイトニッポン（水曜日、ニッポン放送）
- ナインティナイン岡村隆史のオールナイトニッポン（木曜日、ニッポン放送）
- 浦井健治のDressing Room（ニッポン放送）
- 中川家 DAYS（火曜日、ニッポン放送）
- SixTONESのオールナイトニッポンサタデースペシャル （土曜日、ニッポン放送）
- AKB48 2029ラジオ〜10年後の君へ〜（日曜日、ニッポン放送）
- 古舘伊知郎のオールナイトニッポンGOLD（金曜日、ニッポン放送）※月1回
- ナインティナインのオールナイトニッポン（第2期）（ニッポン放送）

AD
- miwaのオールナイトニッポンPremium（水曜日、ニッポン放送）
- 大槻ケンヂのオールナイトニッポンPremium（金曜日、ニッポン放送）
- ラブレターズのオールナイトニッポン0(ZERO) （金曜日、ニッポン放送）